# Kurt Ockermüller
Kurt Ockermüller (* 8. März 1948 in Wien) ist österreichischer Autor, Regisseur und Dozent.

## Leben
Ockermüller wuchs im 9. Wiener Gemeindebezirk auf und absolvierte das Humanistische Gymnasium in der Klostergasse (18. Bezirk). Nach dem Studium an der Abteilung für Film und Fernsehen an der Hochschule für Musik und darstellende Kunst Wien studierte er ebenfalls Theaterwissenschaft und Philosophie an der Universität Wien.
Bevor er erstmals Regie führte, war Kurt Ockermüller unter anderem als Aufnahmeleiter, Ton-, Kamera- und Regieassistent sowie als Ausstatter und auch als Schauspieler tätig.
Seit 1978 ist er als Regisseur für Fernsehen, Theater (unter anderem Landestheater Linz) und Film tätig. Er war unter anderem Regisseur von Folgen der Serien Schlosshotel Orth, In aller Freundschaft und Ein echter Wiener geht nicht unter.
Seit 1980 produziert Ockermüller Fernseh- und Kino-Werbespots. Von 1982 bis 1986 ging der Wiener einem Lehrauftrag am Bruckner-Konservatorium in der Schauspielklasse nach. 
1992 erhielt er den Erich-Neuberg-Preis für Hansi Vrba, Inländerfreund.
Im Jahr 2000 inszenierte Kurt Ockermüller in der Gedenkstätte Ehemaliges Konzentrationslager Mauthausen als oberösterreichische Erstaufführung die Kammeroper Der Kaiser von Atlantis – oder Der Tod dankt ab. Die Premiere war am 8. August 2000 zum Gedenken an die Errichtung des Konzentrationslagers Mauthausen am 8. August 1938 im Garagenhof der Gedenkstätte. Der Kaiser von Atlantis wurde von Viktor Ullmann und Peter Kien 1944 in Theresienstadt geschrieben. Gleichzeitig fand eine Fernsehaufzeichnung unter seiner Bildregie statt, die am Karfreitag 2002 über ORF/3sat erstmals ausgestrahlt wurde.
Mit seinem Spielfilm Echte Wiener – Die Sackbauer-Saga, der 2008 der meistgesehene österreichische Film und der vierterfolgreichste Film seit Beginn der österreichweiten Kinobesuchererfassung war, feierte er seinen bisher größten Erfolg als Regisseur.
Im November 2010 erschien sein erstes Buch mit dem Titel: Ein echter Wiener geht nicht unter - Das Mundlbuch beim Amalthea-Signum Verlag, Wien. Ockermüller behandelt darin als Augenzeuge und Beteiligter die Entstehungsgeschichte der gleichnamigen Fernsehkultserie aus den Jahren 1975 bis 1979. Neben einer inhaltlichen Nacherzählung der 24 Folgen beschreibt der Autor zahlreiche Anekdoten und Erlebnisse während der gesamten Drehzeit.

## Filmografie (Auswahl)
- 2000/2002: Der Kaiser von Atlantis - oder Der Tod dankt ab, von Viktor Ullmann, op. 49 und Peter Kien, ORF/3sat
- 2007: Antonio Vivaldi – il prete rosso/der rote Priester, ORF/3Sat
- 2008: Echte Wiener – Die Sackbauer-Saga, Bonus-Film, Wien
- 2010: Ein echter Wiener geht nicht unter - Das Mundlbuch, Amalthea-Signum Verlag, Wien, ISBN 978-3-85002-732-8.